# スピリット・オブ・ガンバレ世界タッグ王座
スピリット・オブ・ガンバレ世界タッグ王座（スピリット・オブ・ガンバレせかいタッグおうざ）は、ガンバレ☆プロレスが管理、認定している王座。

## 歴史
2023年5月5日、ガンバレ☆プロレス後楽園ホール大会で行われた初代王座決定タッグトーナメントに優勝した佐藤光留&前口太尊組が初代王者になった。なお、チャンピオンベルトの製作が間に合わなかったため、王者の佐藤&前口組にはトロフィーが贈呈された。8月1日、チャンピオンベルトが完成。8月6日、ガンバレ高島平区民館大会でチャンピオンベルトが披露されて王者の勝村周一朗&和田拓也組に贈呈された。

## 初代王座決定タッグトーナメント
日程
- 2023年3月25日（1回戦）、5月5日（決勝）

会場
- BASEMENT MONSTAR、後楽園ホール

出場タッグチーム
- 変態パンチドランカーズ（佐藤光留&前口太尊） ※優勝
- うるせぇズ（高岩竜一&今成夢人）[3]
- 大勝健（大家健&勝村周一朗）
- ROMANCE DAWN（翔太&高尾蒼馬）

## 歴代王者
| 歴代  | タッグチーム        | 戴冠回数 | 防衛回数 | 獲得日付     | 獲得場所 （対戦相手・その他）  |
| ----- | ------------------- | -------- | -------- | ------------ | ------------------------------ |
| 初代  | 佐藤光留&前口太尊   | 1        | 1        | 2023年5月5日 | 後楽園ホール 高岩竜一&今成夢人 |
| 第2代 | 勝村周一朗&和田拓也 | 1        | 6        | 2023年7月9日 | 大田区総合体育館               |
| 第3代 | 入江茂弘&渡瀬瑞基   | 1        | 5        | 2024年6月2日 | 高島平区民館                   |